# Met Fifi op reis
Met Fifi op reis is het 18de stripverhaal van Jommeke. De reeks wordt getekend door striptekenaar Jef Nys.

## Personages
- Jommeke
- Flip
- Filiberke
- Pekkie
- gravin Elodie van Stiepelteen
- Fifi
- kleine rol : Theofiel, Marie

## Verhaal
Dit album start waar het vorige, Diep in de put, eindigt. Jommeke krijgt telefoon van Flip die op het kasteel van gravin Elodie van Stiepelteen was achtergebleven. Zij worden naar het kasteel teruggevraagd omdat de gravin op reis gaat. Ze wil haar buitenlandse familie opsporen. Haar hond Fifi en Flip kunnen niet mee. Zij vraagt Jommeke en Filiberke om tijdens haar vakantie voor Fifi te zorgen.
Gezien de grootte van Fifi zorgt dit voor heel wat belevenissen, maar ook problemen. Zo mag Fifi niet meer in huis van Jommekes ouders Theofiel en Marie. Ook in de tuin zorgt hij voor problemen door een hele boom uit te trekken. Uiteindelijk beslissen ze naar het kasteel terug te keren. Daar vinden ze de oude oldtimer van de gravin. Jommeke en Filiberke besluiten met Fifi ook op reis te vertrekken. Onderweg beleven ze opnieuw van alles tot hun auto het begeeft. Ze trekken dan maar verder met de trein, richting Spanje. Maar ook daar komen ze met Fifi in de problemen wanneer hij onder meer een stierengevecht verstoort. Ze vinden er ook moeilijk een slaapplaats waar Fifi binnen mag. Ze ontmoeten uiteindelijk een man met een ezel die ze helpen. Als beloning mogen ze met Fifi op het kasteel van zijn meester blijven slapen. Fifi wordt echter onrustig en begint bij een deur te blaffen. Wanneer die opengaat, verschijnt de gravin. Het weerzien is hartelijk. De gravin verblijft ook op het kasteel omdat hier haar verre neef Roberto Stieplosteenos woont. Samen keren ze met de trein terug naar huis.

## Achtergrond bij het verhaal
- Met Fifi op reis vormt het vervolg op het vorige album Diep in de put. Het is de eerste keer in de reeks dat twee albums zo opgevat worden.
- Dit album bestaat vooral uit komische belevenissen tijdens een reis met Fifi, een reuzengrote hond. Het is geen echt avontuur zoals de meeste avonturen van Jommeke.
- Jommeke en zijn vrienden trekken voor het eerst naar Spanje. Voor het eerst in de reeks wordt het zogenaamde Jommekes-Spaans gebruikt. Wanneer zij in Spaanstalige landen aanwezig zijn, spreken de mensen gewoon Nederlands met achter vele woorden gewoon het achtervoegsel -os. Zelfs Jommeke en zijn vrienden beginnen op den duur zo te spreken.
- Hoewel de wagen van de gravin langs de weg beschadigd achtergelaten wordt, zal hij in latere albums nog voorkomen.